# Colosseum
Colosseum je britská progresivně jazz rocková skupina, která vznikla v roce 1968. Po rozpadu v roce 1971 na tuto skupinu navazovala kapela Colosseum II. Původní Colosseum bylo obnoveno v roce 1994 a hrálo až do roku 2015. Skupina začala v roce 2020 opět hrát se třemi původními členy, již však bez Jona Hisemana, který zemřel v roce 2018. V této inkarnaci vydala dvě nová alba, Restoration (2022) a XI (2025).

## Diskografie

### Studiová alba
- Those Who Are About To Die Salute You (1969)
- Valentyne Suite (1969)
- The Grass Is Greener (1970)
- Daughter of Time (1970)
- Bread & Circuses (1997)
- Tomorrow's Blues (2003)
- Time on Our Side (2014)
- Restoration (2022)
- XI (2025)

### Živá alba
- Colosseum Live (1971)
- Colosseum LiveS - The Reunion Concerts (1995)
- Live Cologne 1994 (2003)
- Live05 (2007)